# Taulant Xhaka
Taulant Ragip Xhaka [taulant džaka] (* 28. března 1991, Basilej) je bývalý švýcarsko-albánský fotbalový záložník kosovského původu.
Jeho mladší bratr Granit Xhaka je také fotbalistou, hraje v německém týmu Bayern 04 Leverkusen a reprezentuje Švýcarsko. Bratranec Agon Xhaka, rodák z Lausanne, hraje za kosovskou Prištinu a v Basileji byl na podzim roku 2017 na testech, ale k týmu nepřestoupil.

## Klubová kariéra

### Mládež
Xhaka začínal s fotbalem společně se svým bratrem v FC Concordia Basilej. V roce 2008 byl s bratrem Granitem povýšen poprvé do FC Basilej II, ale v celé sezoně odehrál jen jeden poločas proti SC Zofingen při výhře 6:2. V sezoně 2009/10 odehrál za B-tým 12 zápasů.

### FC Basilej 1893 (do 2012)
V září 2010 si odbyl debut v A-týmu Basileje ve švýcarském poháru proti Mendrisiu, když při výhře 5:0 odehrál 18 minut. První ligový zápas odehrál 27. února 2011 proti FC Lucern (1:0), když šel na hřiště v 7.minutě místo zraněného Behranga Safariho. Celkově odehrál v sezoně 2010/11 5 ligových zápasů a 3 v domácím poháru. S Basilejí si připsal první švýcarský titul, v poháru skončila Basilej ve čtvrtfinále. Během sezony ale často nastupoval za FC Basilej II.
Sezonu 2011/12 začal za FC Basilej II proti SV Muttenz při prohře 0:2. V lize nastoupil poprvé v sezoně 24. září 2011 proti FC Thun(1:1), odehrál celý zápas a připsal si asistenci na gól Marca Strellera. O tři dny později si připsal premiérový start v Lize mistrů na slavném Old Trafford proti Manchesteru United, když odehrál pouhou minutu. V podzimní části sezony ještě odehrál v lize 12 minut ve třech zápasech. V poháru odehrál 2 zápasy, v obou celých 90 minut a proti FC Schötz si připsal i asistenci na gól Jacquese Zouy. V listopadu se zranil a zmeškal zbytek podzimní části švýcarské ligy. Na začátku lednového přestupového období v roce 2012 ho Basilej poslala hostovat do Grasshoppers Zürich na rok a půl.
Zajímavost: Spolu s bratrem Granitem odehráli zároveň na hřišti v A-týmu Basileje 374 minut.

### Grasshopper Club Zürich (hostování)
Po vyléčení ze zranění si mohl Taulant připsat debut za GCZ proti FC Thun (0:1), ale celý zápas proseděl na lavičce. Debut si připsal hned v dalším zápase, v curyšském derby s FC Zürich (0:2), když v 55.minutě střídal Izeta Hajroviće. V poháru si odbyl debut za GCZ proti Luzernu při prohře 0:3. Do konce sezony vynechal jen dva květnové zápasy proti FC Sion a Basileji. Za GCZ odehrál v lize 989 minut a obdržel 3 žluté karty. Celou sezonu, jak v Basileji, tak i v GCZ, odehrál na postu pravého beka. V lize skončil s GCZ osmý, titul vyhrála Basilej.
Sezonu 2012/13 začal na postu levého beka a hned ve druhém kole si připsal svou první asistenci za GCZ, když nahrál Veroljubu Salatićovi. Grasshoppers se vzpamatovali z loňských špatných výsledků, kdy na jaře vyhráli pouze jeden zápas z osmnácti. Taulant si po příchodu zahrál v semifinále švýcarského poháru, v 69. minutě když střídal Stéphana Grichtinga. Do finále proti Basileji už Taulant nenastoupil, ale i tak se mohl radovat z výhry v penaltovém rozstřelu, kde zaváhali na straně Basileje Raúl Bobadilla a Fabian Frei a na straně GCZ Michael Lang. V celé sezoně odehrál Taulant 2 049 minut, v nichž si připsal 1 asistenci a 10 žlutých karet. Hrál na více pozicích, pravého beka, levého beka, pravého záložníka, středního záložníka a na své oblíbené pozici defenzivního záložníka.

### FC Basilej 1893 (od 2013)
Ve čtvrtém kole se Taulant poprvé v seniorské kariéře gólově prosadil po asistenci Mohameda Salaha na stadionu FC St. Gallen při remíze 1:1. Koncem srpna se s Basilejí probojoval do základní skupiny Ligy mistrů UEFA, když Basilej vyřadila Maccabi Tel Aviv a PFK Ludogorec Razgrad. Po špatném začátku sezony se Basileji povedlo se opět dostat na první místo v tabulce, což stvrdila domácí výhrou proti St. Gallenu 3:0. Tauli nastoupil na postu pravého záložníka a připsal si svůj druhý gól sezony. V Lize mistrů nastoupil do všech šesti skupinových zápasů. Basilej skončila třetí, ale připsala si dvě výhry proti Chelsea FC. V lize už Basilej udržela vedení až do konce sezony a získala titul. V zápase proti Young Boys při jednom z obranných skluzů způsobil vážné zranění švédskému útočníkovi Alexandru Gerndtovi, za které se mu poté několikrát omlouval. V Evropské lize došel Taulant s Basilejí až do čtvrtfinále, kde narazili na Valencii. Domácí utkání vyhrála Basilej 3:0 a odveta měla být pouze otázkou formality. Basilej ale v základní hrací době třikrát inkasovala a v prodloužení padly ještě další dva góly VCF a Basilej se loučila. Hattrick si připsal Paco Alcácer. Ve švýcarském poháru došla Basilej do finále, ale Taulant si proti FC Zürich nezahrál.
V sezoně 2014/15 začal na Taulantu trenér Paulo Sousa sázet na všech možných pozicích v záloze a obraně. V 10. ligovém kole si připsal ránou zpoza vápna jediný gól sezony proti FC Thun. V 21. kole se snažil zachránit Basilej na hřišti Young Boys Bern, ale asistence na gól Shkëlzena Gashiho k remíze nestačila. V Lize mistrů se Basileji dařilo, ale portugalské FC Porto jim v osmifinále milionářské soutěže zatarasilo cestu dál soutěží. Poslední ligové kolo se neslo v rozlučkovém duchu, Basilej se loučila s kapitánem Marcem Strellerem. Taulant odehrál celé utkání a asistoval na vítězný gól Strellerova náhradníka Albiana Ajetiho, dnes působícího v FC St. Gallen. V lize Basilej opět dominovala, v poháru padla ve finále se Sionem 0:3. Celkově se Taulant objevil ve 40 utkáních na dobu 3 361 minut, v nichž jednou skóroval a třikrát asistoval. Jedenáctkrát byla jeho hra oceněna žlutou kartou.
Sezonu 2015/16 nenačal Taulant dobře. Hned v prvním utkání 3.předkola kvalifikace Ligy mistrů si sice připsal asistenci, ale na konci utkání byl vyloučen. Od disciplinární komise dostal trest ve výši dvou soutěžních utkání. Basilej přes Maccabi Tel Aviv v další části kvalifikace nepostoupila a musela se spokojit jen se základní skupinou Evropské ligy. Basilej hned od začátku vládla lize a problémy se vyskytly až v 9. kole. Basilej přijela do Bernu nabuzená po výhře v EL proti Fiorentině. Bern byl od začátku zápasu dravější, což vyústilo ve výhru YB 4:3. Taulant porážku neskousl a při cestě do kabin udeřil Renata Steffena do obličeje, za což vyfasoval červenou kartu a dvouzápasový trest. V posledním zápase skupinové fáze EL si připsal asistenci a byl vybrán do ideální jedenáctky kola dle UEFA. Basilej po postupu ze skupiny vyřadila AS St.-Étienne, ale zastavila se v osmifinále na španělské Seville. V lize Basilej opět dosáhla na titul, v poháru vypadla ve čtvrtfinále po penaltovém rozstřelu proti Sionu. Ke konci sezony si přivodil Taulant zranění a nehrál, naštěstí se dal do pořádku a mohl se účastnit evropského šampionátu ve Francii. Celkově zasáhnul do 37 zápasů na 2 992 minut, připsal si 3 asistence, 8 žlutých a 2 červené karty.
Basilej měla pro sezonu 2016/17 jisté místo v základní skupině Ligy mistrů a nemusela odehrávat kvalifikaci. Taulantovi se začátek sezony vydařil. Na přelomu srpna a září si připsal asistenci ve třech zápasech po sobě. V Lize mistrů na švýcarské šampiony čekal Arsenal, kam v létě zamířil z Mönchengladbachu Granit Xhaka. Schylovalo se tedy k duelu bratrů Xhaků. V obou zápasech s Arsenalem se Basileji, stejně jako v celé základní skupině, nedařilo a oba zápasy prohrála. V 6 zápasech LM si připsala pouze dva body za remízy s bulharským Ludogorcem, ale díky vstřelenému gólu na hřišti soupeře postoupil celek z Razgradu. V lize nečekaly Basilej žádné komplikace a dokráčela si pro 20.titul v klubové historii. V poháru se nechal Taulant vyloučit proti FC Zürich ve čtvrtfinále, ale do finále už byl připravený a pomohl Basileji k prolomení šňůry porážek se Sionem v pohárových utkáních. Celkem odehrál v sezoně 39 utkání, 3 319 minut, devětkrát asistoval, dostal 9 žlutých karet a jednu červenou.
Dne 12. února 2025 Xhaka oznámil svůj odchod z profesionálního fotbalu na konci sezony. Své poslední profesionální fotbalové utkání odehrál proti Luzernu 24. května 2025.

## Reprezentační kariéra

### Švýcarsko
Xhaka reprezentoval Švýcarsko v mládežnických kategoriích U17, U18, U19, U20 a U21. Zúčastnil se mj. Mistrovství Evropy hráčů do 17 let 2008 v Turecku, kde mladí Švýcaři nepostoupili ze základní skupiny B.

### Albánie
Taulant vyjádřil zájem reprezentovat na seniorské úrovni Albánii. 25. června 2014 dostal povolení od FIFA, mohl tedy tuto zemi oficiálně reprezentovat. V A-týmu Albánie debutoval 7. září 2014 v úvodním zápase kvalifikace na EURO 2016 proti Portugalsku, kde se zrodila poněkud překvapivá výhra balkánského celku nad favorizovanými Portugalci 1:0.
V zápase Srbsko - Albánie 14. 10. 2014 v kvalifikaci na EURO 2016 v Bělehradu byl jedním z protagonistů vzniklé šarvátky. Zápas se nedohrál, byl předčasně ukončen před koncem prvního poločasu za stavu 0:0. Nad hřištěm se objevil dálkově řízený dron se zavěšenou vlajkou s mapou tzv. Velké Albánie. Poté, co ho srbský fotbalista Stefan Mitrović stáhl dolů, se albánští hráči na něj vrhli a strhla se mela. Na hřiště pronikli i srbští diváci a zápas byl po 30 minutách prodlevy předčasně ukončen.
Italský trenér albánského národního týmu Gianni De Biasi jej vzal na EURO 2016 ve Francii. Na evropský šampionát se Albánie kvalifikovala poprvé v historii.